# Alsfeld-Leusel
Leusel ist ein Stadtteil von Alsfeld im mittelhessischen Vogelsbergkreis.

## Geographie
Der Ort liegt auf 267 m über dem Meer am Erlenbach, etwa drei Kilometer westlich der Kernstadt Alsfeld an der Bundesstraße 62. Benachbarte Ortschaften sind die Kernstadt Alsfeld samt deren Stadtteilen Angenrod, Billertshausen und Reibertenrod, sowie Vockenrod (Gemeinde Antrifttal) und Zell (Stadt Romrod).

## Ortsgeschichte

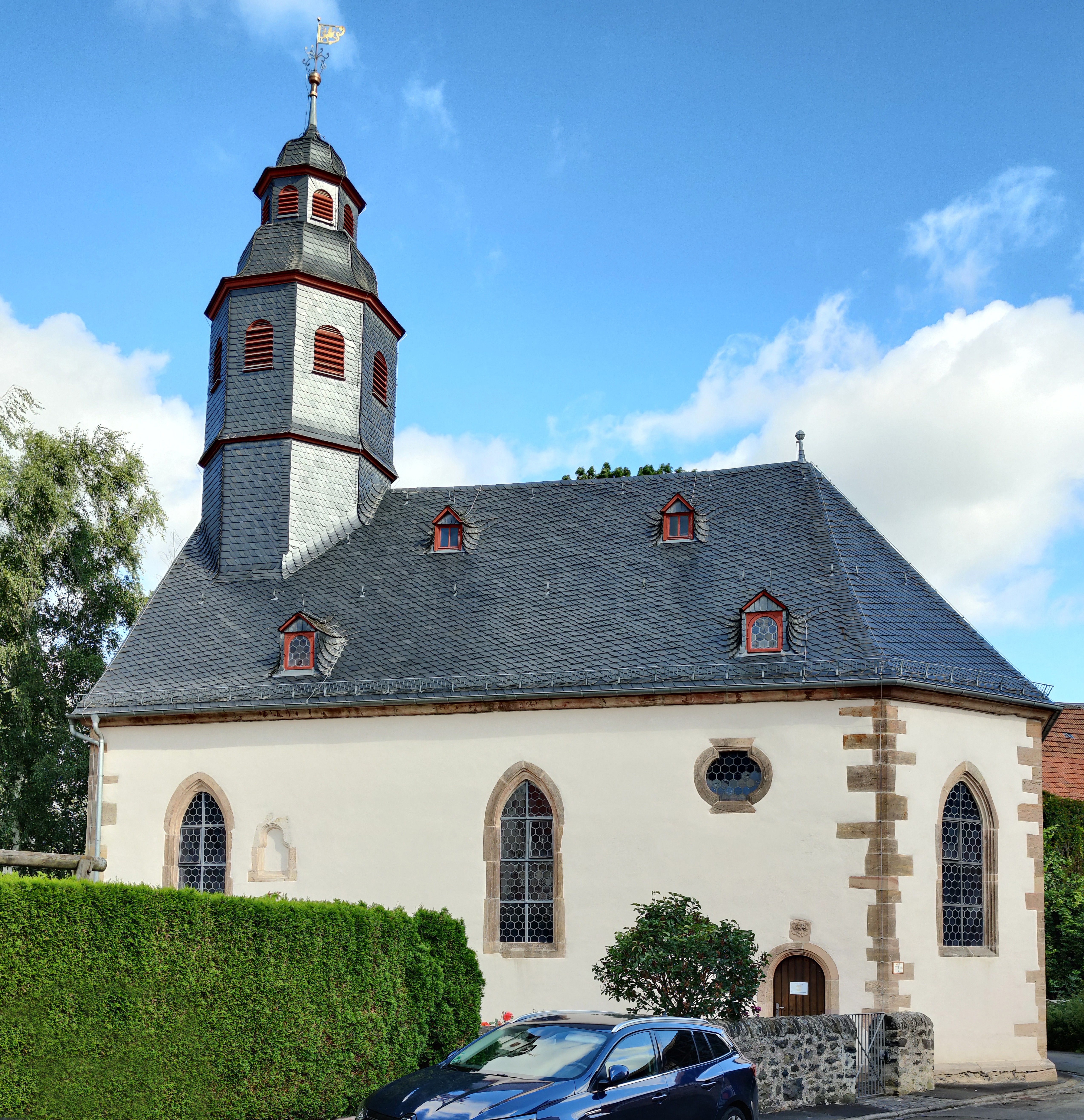
Evangelische Kirche in Leusel

### Mittelalter
Die Ersterwähnung von Leusel erfolgte im Jahr 1107. In diesem Jahr schenkte der Edelfreie Kunimund dem Kloster Hersfeld seinen Besitz „... in comitatu Rudolfi in Roccolfshusen et in Hettenhusen ... et in Liuzzelaha“ (im Herrschaftsgebiet Rudolfs in Roccolfshusen und in Hettenhausen und in Leusel) in einer Urkunde der Reichsklosters Hersfeld. 1338 heißt es:  „... vnse gut zu Lutzela“ (Unser Eigentum zu Leusel). Die Ortsnamensform ändert sich 1343: „... in villa Luzela“. Erstmals wird hier die Siedlungsform villa für den Ort gebraucht.
1349 wird eine Wiese „tzu Luoßela“ erwähnt. Eine weitere Ortsangabe findet sich 1394: „... gelegen zuo Lusla undir dem hoenreyne“. Die Schreibweise des Ortsnamens ist 1414 „Lyezela“. Erstmals wird 1430 eine Differenzierung vorgenommen. Der Ortsname erhält den Zusatz „Dorf“: „Dorfluszela“. 1504 heißt es in einer Urkunde: „... benebent Lüsßelle gelegen ...“ Ein Kopiar aus dem Jahre 1530 nennt: „Lussel“. Der Ortsname wird 1569 erneut differenziert. Ein Salbuch von 1569 kennt „... in Ampt Romrodt ... zu Oberleussel ...“ Schließlich erscheint der Ortsname „Leusell“ in einem Salbuch des Jahres 1574.
Der Name setzt sich zusammen aus althochdeutsch luzzil ‚klein‘ und dem Hydronym -aha. Deshalb wird der Ortsname Leusel als „Ort am kleinen Bach“ erklärt.
Propst Eckehard  und der Konvent der Propstei Neuenberg verpachteten am 29. Juni 1264 dem Kloster Haina gegen eine jährliche Abgabe von 6 Pfund fuldischer Pfennige – je 3 zu Mariae Lichtmeß und Johannistag und 3 Pfund Wachs für das Neuenberger Kustosamt ihre sämtlichen Güter zu Sconenberg, Reyleshusen,  Udorph und Leusel (Lutzela) mit allem Zubehör an Leuten, Höfen, Wäldern, Äckern usw., ausgenommen den Patronat der Kirche zu Schönberg und ein von der Abtei Fulda rührendes Lehen.

### Neuzeit
Die Statistisch-topographisch-historische Beschreibung des Großherzogthums Hessen berichtet 1830 über Leusel:

„Leusel (L. Bez. Alsfeld) evangel. Pfarrdorf; liegt 3⁄4 St. von Alsfeld, hat 73 Häuser und 493 Einwohner, die alle evangelisch sind, sodann 1 Kirche, 1 Schulhaus und 1 Mahlmühle. – Der Ort kommt 1107 unter dem Namen Liuzziliha vor. Er gehörte zur Burg Romrod, wurde 1369 von Metze von Lißberg, einer Romrodischen Erbtochter, an Adelheid von Schrecksbach, auf Wiederkauf, verkauft, und scheint späterhin von den Landgrafen eingelößt worden zu seyn. In kirchlicher Hinsicht gehörte Leusel im 15. Jahrhundert zu Alsfeld.“

Am 31. Dezember 1971 wurde Leusel im Zuge der Gebietsreform in Hessen in die Stadt Alsfeld eingegliedert. Für den Stadtteil Leusel, wie für die übrigen Stadtteile von Alsfeld, wurde ein Ortsbezirk eingerichtet.

### Verwaltungsgeschichte im Überblick
Die folgende Liste zeigt die Staaten und Verwaltungseinheiten, denen Leusel angehört(e):
- vor 1567: Heiliges Römisches Reich, Landgrafschaft Hessen, Amt Romrod
- ab 1567: Heiliges Römisches Reich, Landgrafschaft Hessen-Marburg, Amt Romrod[22]
- 1604–1648: Heiliges Römisches Reich, strittig zwischen Landgrafschaft Hessen-Darmstadt und Landgrafschaft Hessen-Kassel (Hessenkrieg)
- ab 1604: Heiliges Römisches Reich, Landgrafschaft Hessen-Darmstadt, Oberfürstentum Hessen, Oberamt Alsfeld, Amt Romrod
- ab 1806: Großherzogtum Hessen,[Anm. 2] Fürstentum Oberhessen, Oberamt Alsfeld, Amt Romrod[23][24]
- ab 1815: Großherzogtum Hessen, Provinz Oberhessen, Amt Romrod[25]
- ab 1821/22: Großherzogtum Hessen, Provinz Oberhessen, Landratsbezirk Romrod[26][Anm. 3]
- ab 1829: Großherzogtum Hessen, Provinz Oberhessen, Landratsbezirk Alsfeld
- ab 1832: Großherzogtum Hessen, Provinz Oberhessen, Kreis Alsfeld
- ab 1848: Großherzogtum Hessen, Regierungsbezirk Alsfeld
- ab 1852: Großherzogtum Hessen, Provinz Oberhessen, Kreis Alsfeld
- ab 1867: Norddeutscher Bund, Großherzogtum Hessen, Provinz Oberhessen, Kreis Alsfeld
- ab 1871: Deutsches Reich, Großherzogtum Hessen, Provinz Oberhessen, Kreis Alsfeld
- ab 1918: Deutsches Reich, Volksstaat Hessen, Provinz Oberhessen, Kreis Alsfeld
- ab 1938: Deutsches Reich, Volksstaat Hessen, Landkreis Alsfeld[27][Anm. 4]
- ab 1945: Deutsches Reich, Amerikanische Besatzungszone,[Anm. 5] Groß-Hessen, Regierungsbezirk Darmstadt, Landkreis Alsfeld
- ab 1946: Deutsches Reich, Amerikanische Besatzungszone, Hessen, Regierungsbezirk Kassel, Landkreis Ziegenhain
- ab 1949: Bundesrepublik Deutschland, Hessen, Regierungsbezirk Kassel, Landkreis Ziegenhain
- ab 1972: Bundesrepublik Deutschland, Hessen, Regierungsbezirk Kassel, Vogelsbergkreis, Stadt Alsfeld
- ab 1981: Bundesrepublik Deutschland, Land Hessen, Regierungsbezirk Gießen, Vogelsbergkreis, Stadt Alsfeld

Gerichte seit 1803
In der Landgrafschaft Hessen-Darmstadt wurde mit Ausführungsverordnung vom 9. Dezember 1803 das Gerichtswesen neu organisiert. Für die Provinz Oberhessen wurde das Hofgericht Gießen als Gericht der zweiten Instanz eingerichtet. Die Rechtsprechung der ersten Instanz wurde durch die Ämter bzw. Standesherren vorgenommen und somit für Leusel durch das Amt Alsfeld. Nach der Gründung des Großherzogtums Hessen 1806 wurden die Aufgaben der ersten Instanz 1821 im Rahmen der Trennung von Rechtsprechung und Verwaltung auf die neu geschaffenen Landgerichte übertragen. „Landgericht Alsfeld“ war daher von 1821 bis 1879 die Bezeichnung für das erstinstanzliche Gericht in Alsfeld, das heutige Amtsgericht, das heutige Amtsgericht, das für Leusel zuständig war.
Anlässlich der Einführung des Gerichtsverfassungsgesetzes mit Wirkung vom 1. Oktober 1879, infolge derer die bisherigen großherzoglich hessischen Landgerichte durch Amtsgerichte an gleicher Stelle ersetzt wurden, während die neu geschaffenen Landgerichte nun als Obergerichte fungierten, kam es zur Umbenennung in Amtsgericht Alsfeld und Zuteilung zum Bezirk des Landgerichts Gießen.

## Bevölkerung

### Einwohnerstruktur 2011
Nach den Erhebungen des Zensus 2011 lebten am Stichtag dem 9. Mai 2011 in Leusel 735 Einwohner. Darunter waren 9 (1,2 %) Ausländer.
Nach dem Lebensalter waren 126 Einwohner unter 18 Jahren, 269 zwischen 18 und 49, 204 zwischen 50 und 64 und 126 Einwohner waren älter. Die Einwohner lebten in 303 Haushalten. Davon waren 87 Singlehaushalte, 81 Paare ohne Kinder und 102 Paare mit Kindern, sowie 27 Alleinerziehende und 6 Wohngemeinschaften. In 51 Haushalten lebten ausschließlich Senioren/-innen und in 213 Haushaltungen lebten keine Senioren/-innen.

### Einwohnerentwicklung
| • 1791: | 362 Einwohner            |
| • 1800: | 380 Einwohner            |
| • 1806: | 391 Einwohner, 64 Häuser |
| • 1829: | 493 Einwohner, 73 Häuser |
| • 1867: | 439 Einwohner, 72 Häuser |

| Leusel: Einwohnerzahlen von 1791 bis 2015 | Leusel: Einwohnerzahlen von 1791 bis 2015 | Leusel: Einwohnerzahlen von 1791 bis 2015 | Leusel: Einwohnerzahlen von 1791 bis 2015 | Leusel: Einwohnerzahlen von 1791 bis 2015 |
| --- | ----------------------------------------- | ----------------------------------------- | ----------------------------------------- | ----------------------------------------- |
| Jahr |                                           |                                           |                                           | Einwohner                                 |
| 1791 | 1791                                      |                                           | 362                                       | 362                                       |
| 1800 | 1800                                      |                                           | 380                                       | 380                                       |
| 1829 | 1829                                      |                                           | 493                                       | 493                                       |
| 1834 | 1834                                      |                                           | 458                                       | 458                                       |
| 1840 | 1840                                      |                                           | 452                                       | 452                                       |
| 1846 | 1846                                      |                                           | 439                                       | 439                                       |
| 1852 | 1852                                      |                                           | 446                                       | 446                                       |
| 1858 | 1858                                      |                                           | 425                                       | 425                                       |
| 1864 | 1864                                      |                                           | 454                                       | 454                                       |
| 1871 | 1871                                      |                                           | 460                                       | 460                                       |
| 1875 | 1875                                      |                                           | 441                                       | 441                                       |
| 1885 | 1885                                      |                                           | 450                                       | 450                                       |
| 1895 | 1895                                      |                                           | 517                                       | 517                                       |
| 1905 | 1905                                      |                                           | 544                                       | 544                                       |
| 1910 | 1910                                      |                                           | 569                                       | 569                                       |
| 1925 | 1925                                      |                                           | 585                                       | 585                                       |
| 1939 | 1939                                      |                                           | 629                                       | 629                                       |
| 1946 | 1946                                      |                                           | 879                                       | 879                                       |
| 1950 | 1950                                      |                                           | 842                                       | 842                                       |
| 1956 | 1956                                      |                                           | 759                                       | 759                                       |
| 1961 | 1961                                      |                                           | 710                                       | 710                                       |
| 1967 | 1967                                      |                                           | 686                                       | 686                                       |
| 1970 | 1970                                      |                                           | 669                                       | 669                                       |
| 1980 | 1980                                      |                                           | ?                                         | ?                                         |
| 1990 | 1990                                      |                                           | ?                                         | ?                                         |
| 2000 | 2000                                      |                                           | ?                                         | ?                                         |
| 2006 | 2006                                      |                                           | 825                                       | 825                                       |
| 2011 | 2011                                      |                                           | 735                                       | 735                                       |
| 2015 | 2015                                      |                                           | 689                                       | 689                                       |
| Datenquelle: Historisches Gemeindeverzeichnis für Hessen: Die Bevölkerung der Gemeinden 1834 bis 1967. Wiesbaden: Hessisches Statistisches Landesamt, 1968. Weitere Quellen: LAGIS:; Stadt Alsfeld: 2006:, 2015, 2020; Zensus 2011 |                                           |                                           |                                           |                                           |

### Historische Religionszugehörigkeit
| • 1829: | 493 evangelische Einwohner                                                |
| • 1961: | 646 evangelische (= 90,99 %), 60 römisch-katholische (= 8,45 %) Einwohner |

## Politik
Für Leusel besteht ein Ortsbezirk (Gebiete der ehemaligen Gemeinde Leusel) mit Ortsbeirat und Ortsvorsteher nach der Hessischen Gemeindeordnung.
Der Ortsbeirat besteht aus sieben Mitgliedern. Bei den Kommunalwahlen in Hessen 2021 betrug die Wahlbeteiligung zum Ortsbeirat 58,56 %. Alle Kandidaten gehörten der Liste „Bürger für Leusel“ an. Der Ortsbeirat wählte Heinz Stump zum Ortsvorsteher.

## Vereine
Das Vereinsleben im Ort prägen folgende Vereine:
- SV Leusel (SpVgg Leusel, Fußball-Gruppenliga Gießen/Marburg)
- Burschenschaft Leusel
- Freiwillige Feuerwehr Leusel
- MVL (Musikverein Leusel)
- Jagdgenossenschaft
- LCC (Leuseler Carneval Club)
- Obst- und Gartenbauverein
- Pflanzergemeinschaft Leusel

## Kulturdenkmäler
Siehe: Liste der Kulturdenkmäler in Leusel

## Wirtschaft und Infrastruktur

### Wirtschaftsstruktur
Der Ort ist hauptsächlich geprägt von Neubauvierteln sowie dem historischen Ortskern. Neben landwirtschaftlichen Betrieben (im Haupt- als auch Nebenerwerb) gibt es auch ein textilverarbeitendes Gewerbe. Unternehmen aus weiteren Branchen sind ebenfalls vertreten.

### Ansässige Unternehmen
Zu den großen und kleinen Unternehmen im Ort gehören:
- Wenzel und Hoos GmbH (Textil-Gewerbe)
- Franz Transporte
- Fateev Immobilien und International GbR
- Bau- u. GALA-Bauunternehmer (M. Breiderhoff und A. Haupt)
- Feinschmeckerei C. Heiser
- Bäckerei Lind (Filiale Leusel)
- Schenatzky Elektrotechnik
- HF Finanzconsulting
- Pinheiro Heizungsbau
- Archery Zone (Sportgeschäft Bogenschiessen)

### Öffentliche Gebäude
In der Ortsmitte befindet sich die evangelische Kirche, welche 1696–97 erbaut wurde. Die Kirche ist eine Barockkirche mit Holztonnendecke. Im Jahre 2004 wurde die Kirche aufwändig restauriert und gilt seitdem als vorzügliches Beispiel einer ländlichen Barockkirche. Zu weiteren öffentlichen Gebäuden gehört auch das 1984 errichtete Dorfgemeinschaftshaus bis 300 Gäste, das für kommunalpolitische und regionale Veranstaltungen jeglicher Art genutzt wird. Bis zum Jahr 1976 war Leusel auch Schulstandort (Grundschule).

### Verkehr
Mit der Bahn kann man über den nahe gelegenen Bahnhof Alsfeld, mit der Vogelsbergbahn in die Oberzentren Gießen und Fulda (dort mit ICE-Anschluss) gelangen. Eine Buslinie (RMV-Linie VB-13) verbindet Leusel mit den Städten Alsfeld, Kirtorf und Homberg (Ohm). Mit dem Fahrrad kann man über einen Radweg die Innenstadt von Alsfeld in etwa zehn Minuten erreichen.

## Persönlichkeiten
- Gustav Korell (1871–1935), Landtagsabgeordneter und 1904 bis 1906 Bürgermeister in Leusel
- Anna Kassautzki (* 1993), Bundestagsabgeordnete (SPD), verbrachte Kindheit in Leusel